# Andrzej Tường
Św. Andrzej Tường (wiet. Anrê Tường) (ur. ok. 1812 r. w Ngọc Cục, prowincja Nam Định w Wietnamie – zm. 16 czerwca 1862 r. w Làng Cốc, prowincja Nam Định w Wietnamie) – katechista, męczennik, święty Kościoła katolickiego.
Andrzej Tường urodził się w Ngọc Cục, prowincja Nam Định. Jego rodzicami byli Dominik Tiên i Maria Gương. Jego bratem był Wincenty Tường. Andrzej Tường był świeckim katechistą. Podczas prześladowania chrześcijan aresztowano go 14 września 1861 r. Został ścięty 16 czerwca 1862 r. w Làng Cốc.
Dzień wspomnienia: 24 listopada w grupie 117 męczenników wietnamskich.
Beatyfikowany 29 kwietnia 1951 r. przez Piusa XII. Kanonizowany przez Jana Pawła II 19 czerwca 1988 r. w grupie 117 męczenników wietnamskich.